# NK Hrvatski sokol Mirkovci
NK Hrvatski sokol je nogometni klub iz Mirkovaca, naselja u gradu Vinkovcima.
U sezoni 2020./21. se natjecao u 3. ŽNL Vukovarsko-srijemska NS Vinkovci.

## Povijest
Osnovan je 2003. godine kao drugi nogometni klub u Mirkovcima, naselju s većinskim srpskim stanovništvom. Osnovali su ga stanovnici hrvatske nacionalnosti[nedostaje izvor], a iste je godine počeo natjecanje u Trećoj županijskoj nogometnoj ligi Vukovarsko-srijemske županije. U premijernoj sezoni zauzeli su visoko drugo mjesto. 
Već u sezoni 2004./05. su u 3. ŽNL Vukovarsko-srijemska Grupu A izborili viši rang natjecanja - 2. ŽNL Vukovarsko-srijemska NS Vinkovci - u kojemu su igrali sve do sezone 2012./13. kada su ponovno izborili promociju u viši rang. U 1. ŽNL Vukovarsko-srijemskoj igrali su do kraja sezone 2014./15. kada čega klub prvo ispada u 2. ŽNL Vukovarsko-srijemsku te već u sljedećoj sezoni 2015./16. u 3. ŽNL Vukovarsko-srijemsku u kojoj se trenutno (sezona 2022./23.) natječu.

## Derbi
NK Hrvatski sokol Mirkovci svoj najveći derbi igra protiv susjednog kluba NK Hajduk Mirko Mirkovci. Osim što su oba kluba iz istoga sela, glavni razlog zbog kojeg su njihove zajedničke utakmice derbiji je podjela po nacionalnosti između igrača i navijača ta dva kluba.

## Stadion
NK Hrvatski sokol Mirkovci ima jedan teren na kojemu se igraju utakmice i na kojemu se odvijaju treninzi svih kategorija. Uz teren se još nalaze i novoizgrađene svlačionice na koje će se u daljoj budućnosti nadograditi i tribine.

## Dresovi
Iako ih je klub često znao mijenjati, zadnjih nekoliko godina najviše ih se prepoznaje po crnoj garnituri iako im je žuto-bijela odjevna kombinacija trenutno treća domaćinska .

## Prijateljski odnosi s Hajdukom iz Splita
Još od ranih faza nastajanja kluba pa sve do danas, hrvatski prvoligaš HNK Hajduk Split često zna iznenaditi NK Hrvatski sokol Mirkovci s donacijama lopti, dresova i ostalih sitnica koje pomažu daljem radu kluba.

## Statistika u prvenstvima
| Sezona     | Rang | Liga                                  | Pozicija | Utakmice | Pobjede | Neodlučeno | Porazi | Postignuti golovi | Primljeni golovi | Bodovi |
| 2003./'04. | 6    | 3. ŽNL vukovarsko-srijemska (Grupa A) | 2.       | 24       | 14      | 6          | 4      | 66                | 31               | 48     |
| 2004./'05. | 6    | 3. ŽNL vukovarsko-srijemska (Grupa A) | 1.       | 24       | 20      | 0          | 4      | 101               | 36               | 60     |
| 2005./'06. | 5    | 2. ŽNL vukovarsko-srijemska (Grupa B) | 6.       | 30       | 16      | 3          | 11     | 68                | 56               | 51     |
| 2006./'07. | 6    | 2. ŽNL vukovarsko-srijemska           | 5.       | 22       | 10      | 3          | 9      | 45                | 36               | 33     |
| 2007./'08. | 6    | 2. ŽNL vukovarsko-srijemska           | 2.       | 22       | 15      | 5          | 2      | 64                | 23               | 50     |
| 2008./'09. | 6    | 2. ŽNL vukovarsko-srijemska           | 3.       | 22       | 11      | 4          | 7      | 49                | 37               | 37     |

## Vanjske poveznice
- NK Hrvatski sokol na Facebooku